# Wiedemannia bicolorata
Wiedemannia bicolorata är en tvåvingeart som beskrevs av Vaillant 1960. Wiedemannia bicolorata ingår i släktet Wiedemannia och familjen dansflugor. Inga underarter finns listade i Catalogue of Life.